# Wilhelm Groß (Künstler)

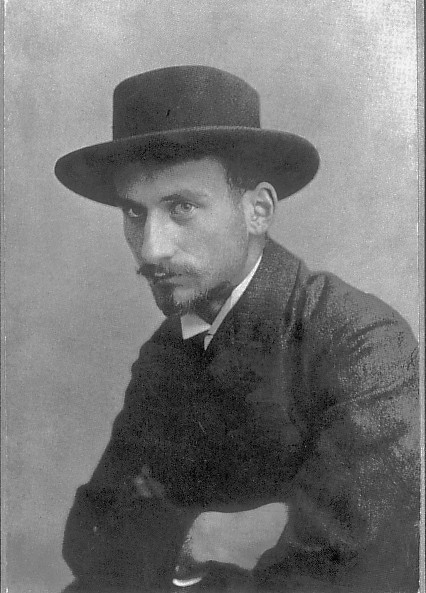
Wilhelm Groß (1906)

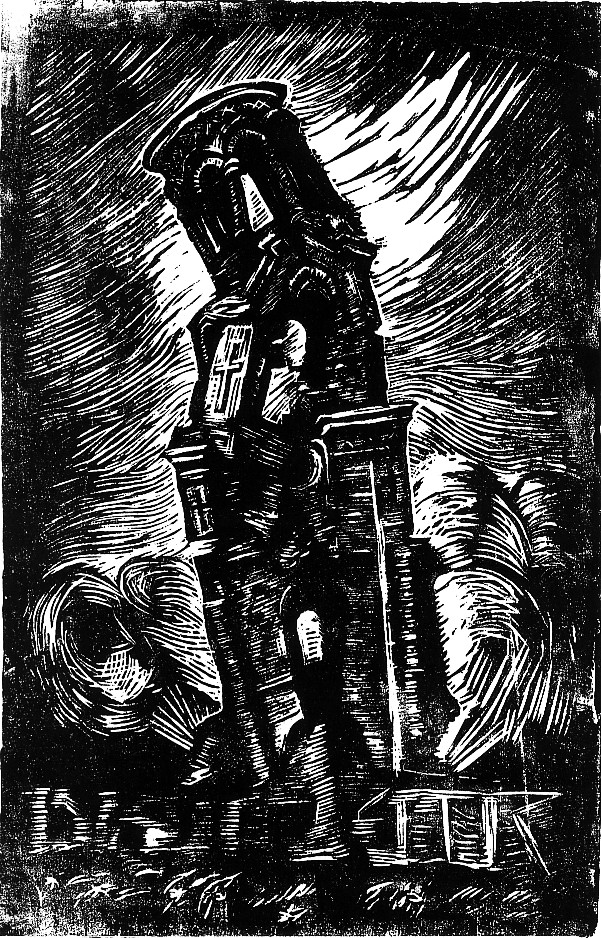
Stürzende Kirche, das Kreuz bleibt unversehrt (1930er Jahre)

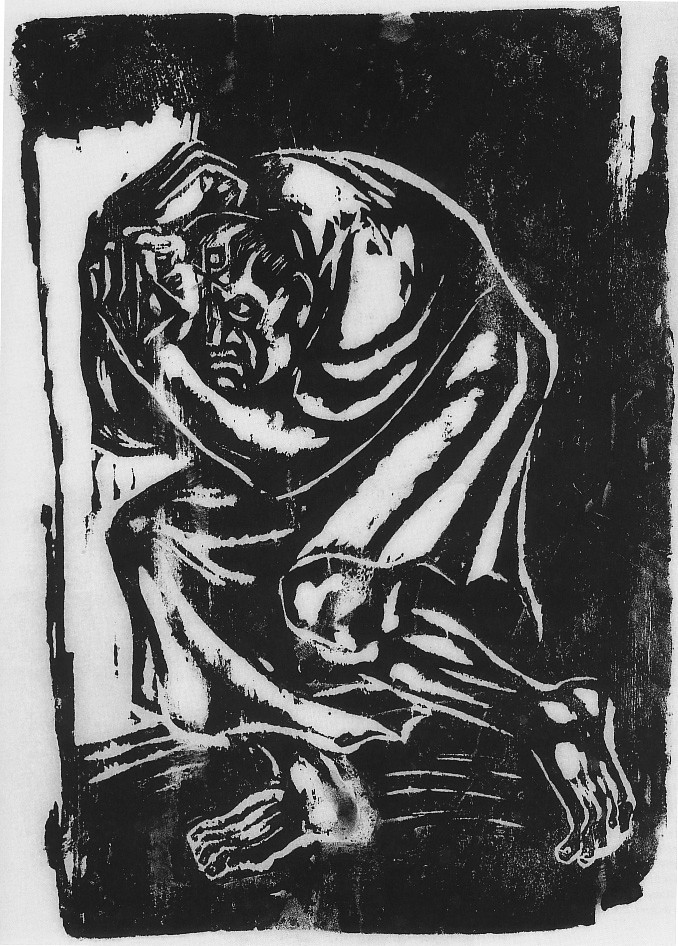
Kain – unstet und flüchtig (1956/1957)

Von der Reederei Hemptenmacher gestifteter Hansabrunnen auf dem Rathaus-Vorplatz in Rügenwalde

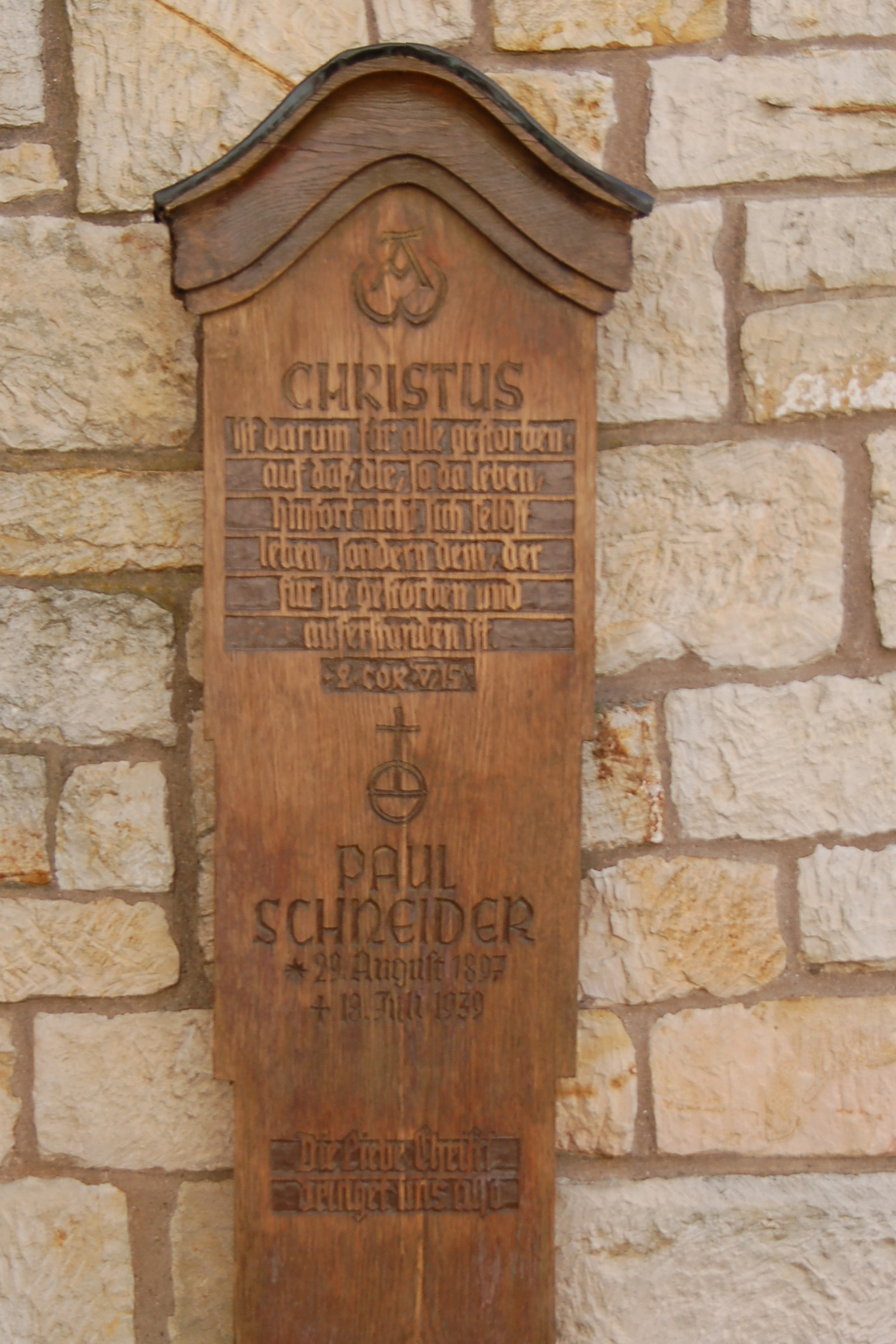
Grabstele für Paul Schneiders, nach der Beerdigung Margarete Schneiders durch eine neue ersetzt

Wilhelm Ernst Julius Groß (* 12. Januar 1883 in Schlawe, Hinterpommern; † 9. Februar 1974 in Oranienburg-Eden bei Berlin) war ein deutscher Bildhauer, Druckgrafiker und evangelischer Prediger.

## Leben
Wilhelm Groß wurde am 12. Januar 1883 als Sohn des Stadtkämmerers von Schlawe Friedrich Groß und dessen Ehefrau Hulda Groß geb. Haack geboren. Er hatte zwei ältere Brüder, Max (1873–1937) und Friedrich. Der eine wurde Lehrer für Latein und Altgriechisch, der andere ein beliebter Prediger.
Von 1895 bis 1899 besuchte Wilhelm Groß ein Progymnasium. Zu dieser Zeit entfaltete sich seine Neigung zu Musik und Sprache. 1895 entstanden auch erste Arbeiten an der Werkbank des Tischlers Wöhler. Nach der Mittleren Reife 1899 trat er zunächst eine Lehre in einer Stolper Möbelfabrik an, begann dann eine Beamtenlaufbahn, die er 1900 abbrach. Er kehrte zu Wöhler zurück und fertigte dort einige Kleintierplastiken an. 1902 ging Wilhelm Groß nach Berlin, um als Schüler des Bildhauers Otto Lessing zu arbeiten. In dieser Zeit nahm er auch an einem Zeichenwettbewerb teil und lernte bei dem Bildhauer August Gaul. Später besuchte er die Kunstakademie Karlsruhe. Nach dem Tod des Vaters 1903 musste er das Studium aus finanziellen Gründen abbrechen. Ein Stipendium ermöglichte ihm jedoch die Rückkehr nach Berlin, wo er dann als freischaffender Künstler tätig war und durch den Kunstmäzen Eduard Arnhold gefördert wurde.
Im Jahr 1904 hatte Wilhelm Groß erste Kontakte zum Maler Max Beckmann, mit dem ihn bis zum Zweiten Weltkrieg eine intensive Freundschaft verband. Wilhelm Groß war Mitglied im Deutschen Künstlerbund (DKB), der ihm mit dem Villa-Romana-Preis (1908) eine Reise nach Florenz ermöglichte, wo er in Kontakt mit dem Bildhauer Ernst Barlach und dem Maler und Bildhauer Max Klinger kam. 1909 übersiedelte Wilhelm Groß von Florenz nach Rom, 1911 kehrte er nach Schlawe zurück. 1912 nahm Groß an der DKB-Ausstellung in der Kunsthalle Bremen teil, im Jahr darauf zog er nach Berlin-Grunewald. Hier lernte er bald die aus wohlhabender Familie stammende Frieda Pumplun kennen, seine spätere Frau. Sein Bruder Friedrich (Fritz), ein Theologe, machte ihn mit dem CVJM bekannt. Ein dortiger Bekehrungsversuch führte jedoch nicht zu einer Hinwendung zum Glauben.
1915 heirateten Wilhelm Groß und Frieda Pumplun. Der Ehe entstammen sechs Kinder: Barbara (1917–2006), Christine (1918–2019), Peter (1920–2009), Christoph (1922–1943), Andreas (1926–2019) und Uwe (1930–2015). Die Familie lebte ab 1916 in Berlin-Dahlem und seit 1919 in Oranienburg-Eden. Vom Kriegsdienst im 1914 begonnenen Ersten Weltkrieg wurde Wilhelm Groß 1915 aus gesundheitlichen Gründen befreit, fand aber infolge des Kriegseindrucks zu einem inbrünstigen christlichen Glauben. Zu drei seiner Bildwerke, Hiob, Kruzifix und Der Prophet, verfasste der Schriftsteller Arthur Koetz ein Gedicht, das aus jeweils zwei vierzeiligen Strophen besteht und Wilhelm Gross mit seinem Wohnort Oranienburg in der Überschrift ausdrücklich nennt.
Sein selbsterbautes Atelier in Eden wurde ab 1921 ein Treffpunkt für Gesprächskreise und Vorträge, später auch für die Bekennende Kirche. Damit erklärt sich auch ihr bereits zeitgenössischer Name „Strohkirche“.
Die Zeit ab 1933 brachte Wilhelm Groß, der nach den Nürnberger Rassegesetzen als „Halbjude“ galt, verschiedene Beschwernisse, wie Ausstellungsverbot, den Ausschluss aus der Reichskulturkammer (was ein Berufsverbot bedeutete) und die Diffamierung seiner Werke als „entartete Kunst“ im NS-Organ Das Schwarze Korps. Daraufhin trat Wilhelm Groß in den Pfarrernotbund ein. In der „Strohkirche“ hielt er Gottesdienste u. a. mit den Pfarrern Kurt Scharf und Martin Niemöller ab. Daneben führte Wilhelm Groß in den 1930er Jahren einen Briefwechsel mit Shalom Ben-Chorin. In den Zweiten Weltkrieg wurden seine Söhne Christoph, Peter und Andreas 1942, 1943 und 1944 einberufen. Christoph gilt seit 1943 am Kaukasus als vermisst.
Nach dem Kriegsende 1945 nahm Wilhelm Groß befreite KZ-Häftlinge in sein Haus auf; im August 1945 ordinierte ihn der Bruderrat der Bekennenden Kirche der Provinz Brandenburg zum Prediger; Groß war dann als Pastor in der Gemeinde Sachsenhausen tätig. 1947 nahm er am Christlichen Akademikertag in Heidelberg teil. Er war 1950 auch der einzige eingeladene Vertreter aus der DDR bei einer Tagung christlicher Künstler im Château de Bossey des Weltrats der Kirchen.
In seiner Werkstatt in Oranienburg-Eden bildete Groß Holzbildhauer aus, darunter Friedrich Stachat.
1953 bekam Groß anlässlich seines 70. Geburtstags in Würdigung seines Lebenswerks die Ehrendoktorwürde der Theologischen Fakultät der Ruprecht-Karls-Universität Heidelberg verliehen.
Nach der Verkündung der „Zehn Gebote der sozialistischen Moral und Ethik“ durch Walter Ulbricht im Jahr 1961 entstand als Reaktion Wilhelm Groß’ letzte Monumentalplastik, der Mose mit den Gesetzestafeln. Der Bau der Berliner Mauer im August 1961 verhinderte den Umzug nach Westberlin, zu dem ihm Kurt Scharf geraten hatte.
In den 1960er Jahren schuf Wilhelm Groß neben Holzschnitten auch Zeichnungen, meist mit Pastellfarben. Dabei stellte sich seine Rot-Grün-Blindheit heraus. Bis zu seinem Lebensende blieb er schöpferisch tätig. So unterwies er 1967 auch seinen Enkel Friedemann, den Sohn Peters, in der Drucktechnik des Holzschnitts.
Groß wurde 1974 auf dem Stadtfriedhof Oranienburg beigesetzt. Die 1909 von ihm gefertigte Skulptur Emmaus-Begegnung auf dem Grab wurde ursprünglich für einen römischen Mäzen gefertigt, aber von diesem wegen einer den Marmor durchziehenden Erzader abgelehnt.

## Werk
Wilhelm Groß war in zahlreichen Gattungen der Kunst und des Kunsthandwerks tätig. Neben Skulpturen und Holzschnitten, die in seiner künstlerischen Tätigkeit vorherrschen, schuf er Zeichnungen, Scherenschnitte, Siegel, Grabreliefs und im hohen Alter Pastellzeichnungen. Er praktizierte Kunst mehr als Verkündigung, als mit ihr auf Ruhm in der Welt abzuzielen. Sein Frühwerk (bis etwa 1916) zeigt kaum eine Hinwendung zu geistlichen Themen, die in seinem späteren Werk dominieren. Ausnahmen bilden Auftragsarbeiten wie der Hansabrunnen in Rügenwalde, die Statue des Landwehrmanns in Stolp, diverse Büsten; außerdem private Arbeiten, wie frühe Plastiken (beispielsweise eine in Terrakotta ausgeführte Büste von Minna Beckmann-Tube, der Frau Max Beckmanns), Zeichnungen von seinen Kindern, Scherenschnitte und Pastellzeichnungen.
Seine frühen plastischen Arbeiten sind in allen gängigen Materialien ausgeführt: Terrakotta, Bronze, Gips. Seine Kunst war stark vom Expressionismus beeinflusst, und schon damals legte er den Ausdruck seiner Figuren ganz in die Haltung. Später arbeitete er auch mit der Mimik seiner Figuren, insbesondere bei den Holzschnittportraits (etwa beim Rufer).
Abgesehen von den späten Pastellen sind seine Darstellungen vorrangig figürlicher Natur. Im Ausdruck leidender, bald biblischer Figuren, bald namenloser Typen, lag für ihn die Verbindung des Herrn mit den Menschen. Selten drückte er dieses Verhältnis durch nichtfigürlich aus (etwa das Kreuz im Gebirge, 1938, oder die Stürzende Kirche – Das Kreuz bleibt unversehrt, 1960); bei solchen Motiven ist jedoch das Kreuzsymbol vorherrschend.
Das Material Holz hatte für die geistlichen Arbeiten des Künstlers besondere Bedeutung. Seine sakralen Werke schuf Wilhelm Groß fast alle in Holz; zu den wenigen Ausnahmen gehört eine Büste Johann Sebastian Bachs. Groß suchte gezielt nach geeigneten Materialien und wurde bei manchen Werken von der Form seines Werkstücks inspiriert, etwa 1940 bei der Betenden Irren.

## Rezeption
Dass Wilhelm Groß sich in seiner künstlerischen Ausstrahlungskraft in der Öffentlichkeit nicht profilieren konnte, liegt unter anderem an den Zeitumständen, in denen er lebte. Seine größte Schaffensperiode lag in den 1930er Jahren, in denen er jedoch nur „geheime“ Aufträge annehmen konnte, beispielsweise von der Bekennenden Kirche, die ihm keine öffentliche Anerkennung bringen konnten. Nach dem Zusammenbruch des Nazi-Regimes lebte er in der DDR, einem Staat, der den hohen künstlerisch-geistlichen Anspruch seiner Werke nicht würdigte. In der evangelischen Kirche war er bis zu seinem Tod ein geschätzter Künstler und Prediger. So gestaltete er das Grabmal des ersten Märtyrers der Bekennenden Kirche, Paul Schneider, des Pfarrers von Dickenschied. Anderweitige Anerkennung fand seine Arbeit größtenteils in seinem Wohnort Oranienburg, wo das Kreismuseum im Schloss Oranienburg seit den 1990er Jahren eine Dauerausstellung zeigt. Viele Werke des Künstlers sind als Dauerleihgaben in dieser ständigen Ausstellung zu sehen.
Die Stadtverwaltung von Oranienburg und die Eden-Genossenschaft arbeiten seit den 1980er Jahren daran, Wilhelm Groß mehr Anerkennung zu verschaffen. 2004 wurde ein Platz im Stadtteil Eden in Wilhelm-Groß-Platz umbenannt und 2005 die Hauptstraße in Wilhelm-Groß-Straße.
Zum 120. Geburtstag des Künstlers wurde im Oktober 2003 eine Ausstellung in Rügenwalde / Darłowo eröffnet, die bis zum Januar 2004 bedeutende Werke des Künstlers vorstellte. Auch hier war Wilhelm Groß tätig: Er ist der Schöpfer des Hansabrunnens vor dem Rügenwalder Rathaus.
Am 12. Dezember 2004 erschien ein Buch der Publizistin, Journalistin und Germanistin Natalie Gommert und des Fotografen und Grafikers Dieter Wendland („Wilhelm Groß, Bildhauer und Prediger“), das sein Leben und Schaffen mit zahlreichen Illustrationen darstellt. Die Buchvorstellung fand in der Gethsemanekirche in Berlin statt, in der die Groß’sche Monumentalplastik Christus in Gethsemane ausgestellt ist.

## Weitere Werke (Auswahl)

### Keramische Arbeiten
- Gustav Gericke (Porträtbüste, 1925, Ton, unglasiert; Ofen- und Keramikmuseum Velten)[6][7]
- Serie von Vasen in Becherform (um 1925, Steingut, stark schamottierter, rotbrauner Scherben, teils Glasur außen türkisgrün, innen weiß haarrissig; Ofen- und Keramikmuseum Velten)[8]

### Sakrale Holzarbeiten
- Kruzifix (Holz, gebeizt; Christus als Flachrelief; Museum Mühlberg)[9]
- Kruzifix (Holz; mutmaßlich Museum Mühlberg)[10]